# Акуа
Акуа́ (фр. Acoua) — муніципалітет у Франції, в заморському департаменті Майотта. Населення — 4622 осіб (2007).

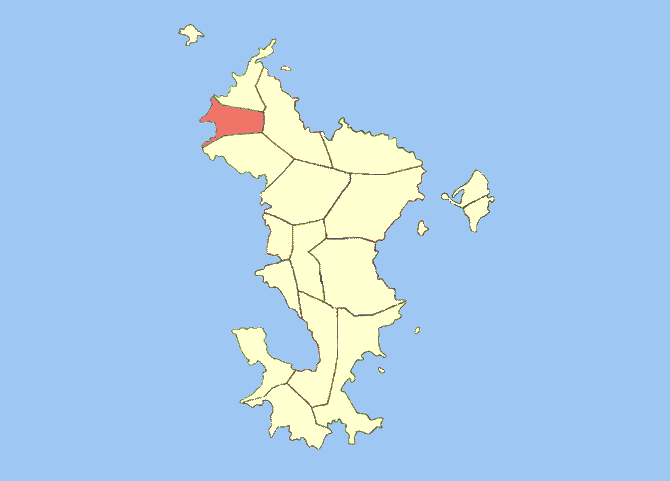

Муніципалітет розташований на відстані близько 8200 км на південний схід від Парижа, 19 км на захід від Мамудзу.